# همت‌آباد (خوسف)
همت‌آباد یک روستا در کشور ایران است که در دهستان قلعه زری شهرستان خوسف واقع شده‌است. همت‌آباد ۱۸ نفر جمعیت دارد .